# Тулкан (Урмія)
Тулкан (перс. تولكان‎‎) — село в Ірані, входить до складу дехестану Південний Барандузчай у Центральному бахші шахрестану Урмія провінції Західний Азербайджан.